# Vaux-lès-Saint-Claude
Vaux-lès-Saint-Claude är en kommun i departementet Jura i regionen Bourgogne-Franche-Comté i östra Frankrike. Kommunen ligger i kantonen Saint-Claude som tillhör arrondissementet Saint-Claude. År 2022 hade Vaux-lès-Saint-Claude 675 invånare.

## Befolkningsutveckling
Antalet invånare i kommunen Vaux-lès-Saint-Claude
Referens:INSEE